# Antandro
Antandro (in greco antico: Ἄντανδρος?, Ántandros) era una città greca posta sulla parte nord del Golfo di Adramittio, nella regione della Troade, in Anatolia. Il suo territorio era conosciuto in greco come Ἀντανδρία (Antandrìa), e comprendeva le città di Aspaneo, sulla costa, e Astira, ad est. Si ritiene che la città fosse localizzata sulla collina di Devren, tra l'attuale villaggio di Avcılar e la città di Altınoluk, nel distretto di Edremit nella provincia di Balıkesir, in Turchia.

## Posizione
Il geografo Strabone pose Antandro nella Troade, sul versante meridionale del monte Ida, a est di Asso e Gargara, ma ad ovest di Aspaneo, Astira e Adramittio. Il primo indizio che ha portato alla sua riscoperta in tempi moderni è stato trovato dal geografo tedesco e studioso classico Heinrich Kiepert, nel 1842. Egli trovò un'iscrizione relativa ad Antandro nel muro di una moschea ad Avcilar. Ritornò nel 1888 e rinvenne un'ulteriore iscrizione nella stessa città e, grazie della scoperta di molti resti greci, romani e bizantini e di monete di varie epoche in prossimità di una vicina collina chiamata Devren, fu in grado di individuare l'acropoli di Antandro. L'archeologo britannico John Cook osservò il sito nel 1959 e il 1968, trovando ulteriori prove di un insediamento greco.

## Fondazione
Già nell'antichità esistevano leggende contrastanti riguardo alla fondazione di Antandro. Secondo il poeta Alceo di Lesbo alla fine del VI secolo a.C. Antandro venne fondata dai Lelegi, un popolo che i Greci pensavano provenire dall'Anatolia. Anche lo storico greco Erodoto, nel V secolo a.C., ipotizzò un'origine non greca di Antandro, affermando che si trattava di un sito pelasgico. Tucidide, che scrisse pochi decenni dopo Erodoto, alla fine del V secolo a.C., è il primo a sostenere un'origine greca di Antandro, dicendo che era stata fondata dagli Eoli, teoria sostenuta anche dal lessicografo bizantino Stefano di Bisanzio, che afferma che il fondatore della città fu un capo degli Eoli di nome Antandro. Tuttavia persisteva una leggenda sulle origini non elleniche; un secolo dopo Aristotele spiegò gli epiteti della città, Ἠδωνίς (Edonìs) e Κιμμερίς (Kimmerìs), come tracce della fondazione della città da parte di una tribù tracia, gli Edoni, e di un secolo di controllo della città da parte dei Cimmeri, nomadi del sud della Russia. Demetrio di Scepsi, nel II secolo a.C., dà un'ipotesi ancora diversa: Antandro sarebbe stata originariamente abitata dai Cilici dalla piana di Tebe, di fronte al Golfo di Adramitto (da non confondere con la Cilicia collocata nel sud-est della Turchia).
Infine, sotto l'impero di Augusto, il mitografo greco Conone fornì due spiegazioni alternative per le origini di Antandro. Il nome, secondo lui, derivava da ἀντ' Ἄνδρου (ant'Àndrou), prendendo come significato di ἀντί “in luogo di”. Nella prima ipotesi, Ascanio, figlio di Enea, governò la città di Antandro fino a quando non fu catturato dai Pelasgi; il riscatto per la sua liberazione era la consegna della città, così ἀντ'ἄνδρου avrebbe dovuto significare “(una città) in luogo di (ovvero in cambio di) un uomo” (con ἄνδρου derivata da ἄνδρος, genitivo singolare di ἀνήρ, “uomo”, riferito ad Ascanio). Questa interpretazione unisce il riferimento alle origini Pelasgiche della città (Erodoto) e la sua menzione nell'Eneide di Virgilio, in cui viene detta il luogo da cui Enea ed i Troiani fuggirono verso ovest. Nella seconda ipotesi, i fondatori di Antandro erano esuli dall'isola di Andros, nelle Cicladi, che, venendo cacciati, avrebbero edificato una nuova città chiamata Antandro, quindi ἀντ' Ἄνδρου, che significherebbe “al posto di Andros”.

## Archeologia

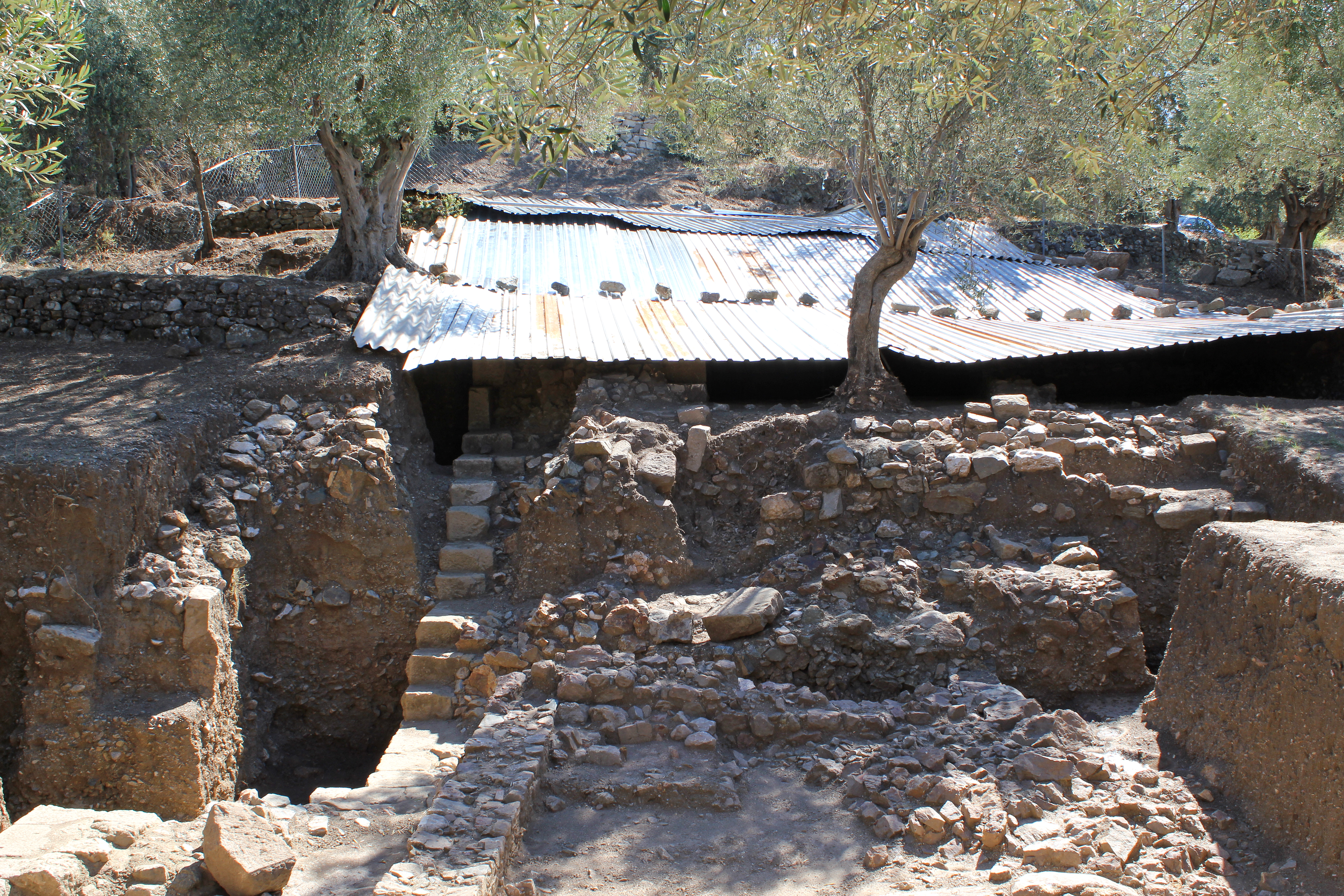
Scavi ad Antandro nel 2010.

Fino a poco tempo fa, il sito di Antandro era stato solo sottoposto ad una ricognizione archeologica, e quindi non vi era alcuna prova archeologica per determinare se le antiche tradizioni greche su un insediamento preellenico in questo sito avevano alcuna validità storica. Recenti scavi turchi hanno confutato questa tesi: sul sito web dello scavo sono stati pubblicati ritrovamenti di reperti di ceramica greca dalle necropoli che risalgono alla fine dell'VIII e l'inizio del VII secolo a.C., il che dimostra che la zona era abitata già due secoli prima di quanto si pensasse.
I reperti dimostrano che in quel periodo l'arte figurativa di Antandro era prevalentemente greca e che c'era già un insediamento greco, invece che una comunità di Anatolici, che effettuava frequenti scambi con le città greche vicine. Tuttavia bisogna attendere la pubblicazione finale del rapporto del sito prima di dare come certa questa ipotesi.

## Storia
La città lesbica di Mitilene in età arcaica controllava vaste zone della Troade, quindi l'accenno di Alceo ad Antandro potrebbe dimostrare che la città lesbica era interessata nel controllo della città durante il VII secolo a.C. In alternativa, l'antica tradizione delle origini anatoliche della città (ad esempio in Alceo, Erodoto, Demetrio di Scepsi) può indicare che la popolazione anatolica rimase indipendente da Mitilene fino al tardo VI secolo a.C.; l'archeologia ci dice che l'insediamento greco non può essere avvenuto prima di allora.
Il primo rilevante fatto storico riferito ad Antandro è la conquista della città nel 512 a.C. da parte di Otane, satrapo persiano della Frigia dell'Ellesponto, nell'espansione nel nord-ovest dell'Asia Minore. Antandro poté disporre delle grandi quantità di legname del monte Ida e della pece, materiali che lo resero un luogo ideale per la costruzione di grandi flotte, dando importanza strategica alla città. Nel 424 a.C., durante la guerra del Peloponneso, quando la città fu conquistata da esuli di Mitilene, lo storico Tucidide racconta che: 
(Tucidide, La guerra del Peloponneso, IV, 52, 3)
Tale importanza è attestata anche da Senofonte nel corso della guerra del Peloponneso, nel 409 e 205 a.C., ed è forse stata ripresa da Virgilio nella scelta della città, da parte di Enea, come il luogo in cui costruire flotta prima di partire per l'Italia: fino al XIV secolo, infatti, Antandro continuò ad essere un centro di cantieristica navale al servizio degli Ottomani.
Aderendo alla Lega delio-attica nel 427 a.C. Antandro compare negli elenchi tributari ateniesi del 425 a.C., dove vale 8 talenti, il che indica, ancora una volta, la prosperità della città.
Nel 411 o 410 a.C. Antandro cacciò la guarnigione persiana con l'aiuto delle truppe peloponnesiache che stazionavano presso Abido, sull'Ellesponto. Dopo un breve periodo di libertà la città tornò sotto il controllo persiano e nel 409 a.C. Farnabazo costruì una flotta per i Peloponnesiaci utilizzando l'abbondante legname del monte Ida. non sappiamo come i Persiani riconquistarono Antandro, ma nel 409 a.C. i Siracusani strinsero amicizia con gli Antandriati aiutandoli a ricostruire le fortificazioni, poiché l'anno precedente la città aveva subito un assedio. Nell'estate del 399 a.C. Senofonte, con i Diecimila, passò per di qui sulla via del ritorno dalla Persia, e più tardi scrisse nelle Elleniche della continua importanza strategica della città durante la guerra di Corinto.
Dopo il periodo classico i riferimenti ad Antandro diventano sempre più scarsi. Il successivo riferimento alla città è del 200 a.C. circa, quando Antandro era sulla via dei thearodokoi di Delfi, e nel II secolo a.C. un'iscrizione proveniente da Antandro ci dice che la città inviò dei giudici a Peltai, in Frigia, per arbitrare una controversia. Dal 440 circa al 284 a.C., la città coniò le proprie monete; ciò riprese durante il governo dell'imperatore Tito (79-81 d.C.) e continuò fino al comando di Eliogabalo (218-222 d.C.). Nel periodo bizantino Antandro fu sede vescovile nella provincia ecclesiastica di Efeso.